# H-IIB
«H-IIB» («Эйч-ту-би») — одноразовая ракета-носитель среднего класса семейства H-II японского космического агентства JAXA используемая для запуска автоматического грузового корабля H-II Transfer Vehicle к Международной космической станции (МКС), а также для вывода полезной нагрузки на низкую опорную орбиту (НОО) или геостационарную орбиту. Ракета-носитель имеет двигатели на жидком кислороде/жидком водороде и твердотопливные боковые ускорители.
Является продолжением развития ракеты-носителя H-IIA. В то время как масса доставляемой на геопереходную орбиту полезной нагрузки ракеты-носителя H-IIA составляла 4-6 т, новая ракета-носитель способна выводить до 8 т. Такого увеличения полезной нагрузки достаточно для доставки на низкую опорную орбиту АТК H-II Transfer Vehicle с массой 16 500 кг.
Существуют различные планы модификаций H-IIB, в том числе и в рамках программы пилотируемой космонавтики Японии.
Старты производятся в КЦ Танэгасима.

## Развитие
Ракета-носитель H-IIB была создана совместно Мицубиси и JAXA с целью запуска H-II Transfer Vehicle. H-IIB была создана с использованием систем и компонентов используемых в РН H-IIА, что значительно снизило затраты, риски и время разработки. JAXA занималось предварительными расчётами, подготовкой наземных средств и разработкой новых технологий для ракеты-носителя. Само производство РН было делегировано Мицубиси. Начиная с 2008 года на испытательном стенде Мицубиси в городе Одатэ JAXA успешно провело восемь огневых испытаний модели двигательной системы первой ступени использующей новую связку двигателей.
Непосредственно перед запуском были проведены два стендовых испытания работающего двигателя. Первое испытание, которое заключалось в 10-секундном запуске первой ступени, было запланировано на 27 марта 2009 года, однако отказ системы охлаждения пускового стола привел к отмене испытания. Как оказалось, причиной стал подающий клапан. Испытание было перенесено на 1 апреля, но снова возникли технические неполадки — на этот раз из-за утечки в системе подавления огня пускового стола. Испытание было успешно проведено только 2 апреля. Второе испытание, включавшее в себя 150 секундную работу двигателей первой ступени, было запланировано на 20 апреля и было успешно проведено 22 апреля. Задержку в два дня вызвали неблагоприятные погодные условия. Наземные испытания с использованием макета РН были успешно проведены 11 июля.
Первый запуск ракеты-носителя H-IIB был успешным и произведен 10 сентября 2009 года. С его помощью на околоземную орбиту был доставлен первый транспортный корабль АТК H-II.
Разработка этой ракеты-носителя потребовала с 2004 года 280 млрд.иен или около 3 млрд.USD. В перспективных планах развития японской космонавтики эта ракета-носитель фигурирует как носитель для одноразового пилотируемого корабля, который предполагается разработать на основе компонентов АТК H-II . Для замены этого носителя была разработана РН H-3.

## Описание ракеты-носителя
Ракета-носитель H-IIB имеет две ступени.
Первая ступень оснащена двумя ЖРД LE-7A и четырьмя ТТУ SRB-A3 (топливо полибутадиен). Центральный блок первой ступени шире чем на H-IIА и имеет диаметр 5,2 м . Для сравнения, первая ступень H-IIА имеет диаметр 4 метра и на ней установлен только один ЖРД и два ускорителя. Кроме того, первая ступень H-IIB на один метр длиннее чем у H-IIА, что увеличивает запас топлива в 1,7 раз.
Характеристики второй ступени соответствуют ракете-носителю H-IIA (один двигатель LE-5B), за исключением более длинного обтекателя для полезной нагрузки 5S-H (АТК H-II).

## Список запусков
Все запуски осуществлялись с японского космодрома Танэгасима, со второй площадки стартового комплекса Yoshinobu. Все запуски прошли успешно. Последняя H-IIB была запущена 20 мая 2020 года.
| № | Дата и время (UTC)      | Полезная нагрузка   | Наноспутники, доставленные для запуска с МКС                                              | Результат |
| - | ----------------------- | ------------------- | ----------------------------------------------------------------------------------------- | --------- |
| 1 | 10 сентября 2009, 17:01 | HTV-1               | —                                                                                         | Успех     |
| 2 | 22 января 2011, 05:38   | Kounotori 2 (HTV-2) | —                                                                                         | Успех     |
| 3 | 21 июля 2012, 02:06     | Kounotori 3 (HTV-3) | RAIKO, FITSAT-1, TechEdSat, F-1, We-Wish                                                  | Успех     |
| 4 | 3 августа 2013, 19:48   | Kounotori 4 (HTV-4) | TechEdSat-3, Pico Dragon, ArduSat-1, ArduSat-X                                            | Успех     |
| 5 | 19 августа 2015, 11:50  | Kounotori 5 (HTV-5) | Flock-2b 1, ..., 14, SERPENS, S-CUBE, GOMX 3, AAUSAT 5                                    | Успех     |
| 6 | 9 декабря 2016, 13:26   | Kounotori 6 (HTV-6) | ITF-2, FREEDOM, Waseda-SAT 3, STARS C, AOBA-VELOX 3, EGG, TuPOD, TechEdSat 5, Lemur-2 × 4 | Успех     |
| 7 | 22 сентября 2018, 17:52 | Kounotori 7 (HTV-7) | SPATIUM 1, STARS-Me, RSP 00                                                               | Успех     |
| 8 | 24 сентября 2019, 16:05 | Kounotori 8 (HTV-8) | AQT-D, RWASAT 1, NARSSCube 1                                                              | Успех     |
| 9 | 20 мая 2020, 17:31      | Kounotori 9 (HTV-9) |                                                                                           | Успех     |

## Сравнимые ракеты-носители
- Протон-М
- Зенит 2
- Ангара А5
- Ариан 5
- Дельта-4
- Атлас V
- Falcon 9
- Чанчжэн-5
- GSLV Mk.III